# Parque de Miraflores (Sevilla)
El parque de Miraflores se encuentra situado en el norte de la ciudad de Sevilla, en el distrito Norte a unos 2,5 kilómetros de las murallas históricas, en unos terrenos cuyos alrededores fueron urbanizados durante la expansión urbanística a partir de los años 70 del siglo XX. Con sus 90 ha. de extensión, constituye el parque más amplio de la zona metropolitana junto al parque del Alamillo.

## Límites
Al norte del parque se encuentra la Ronda Super-Norte. Al oeste a través de las avenidas de las Asociaciones de vecinos, de la Mujer trabajadora y calle Cortijo de las Casillas, limita con las barriadas de gran densidad de población de Pino Montano, los Mares, Parqueflores, San Diego, Los Arcos, Nuevo Parque y Parque Atlántico. Al este se encuentran con los polígonos industriales Store y Calonge y al sur la Carretera Carmona. El parque se encuentra dividido en dos partes por la Ronda urbana Norte conectadas mediante una amplia pasarela peatonal que da continuidad a ambos lados de la citada Ronda.

## Historia

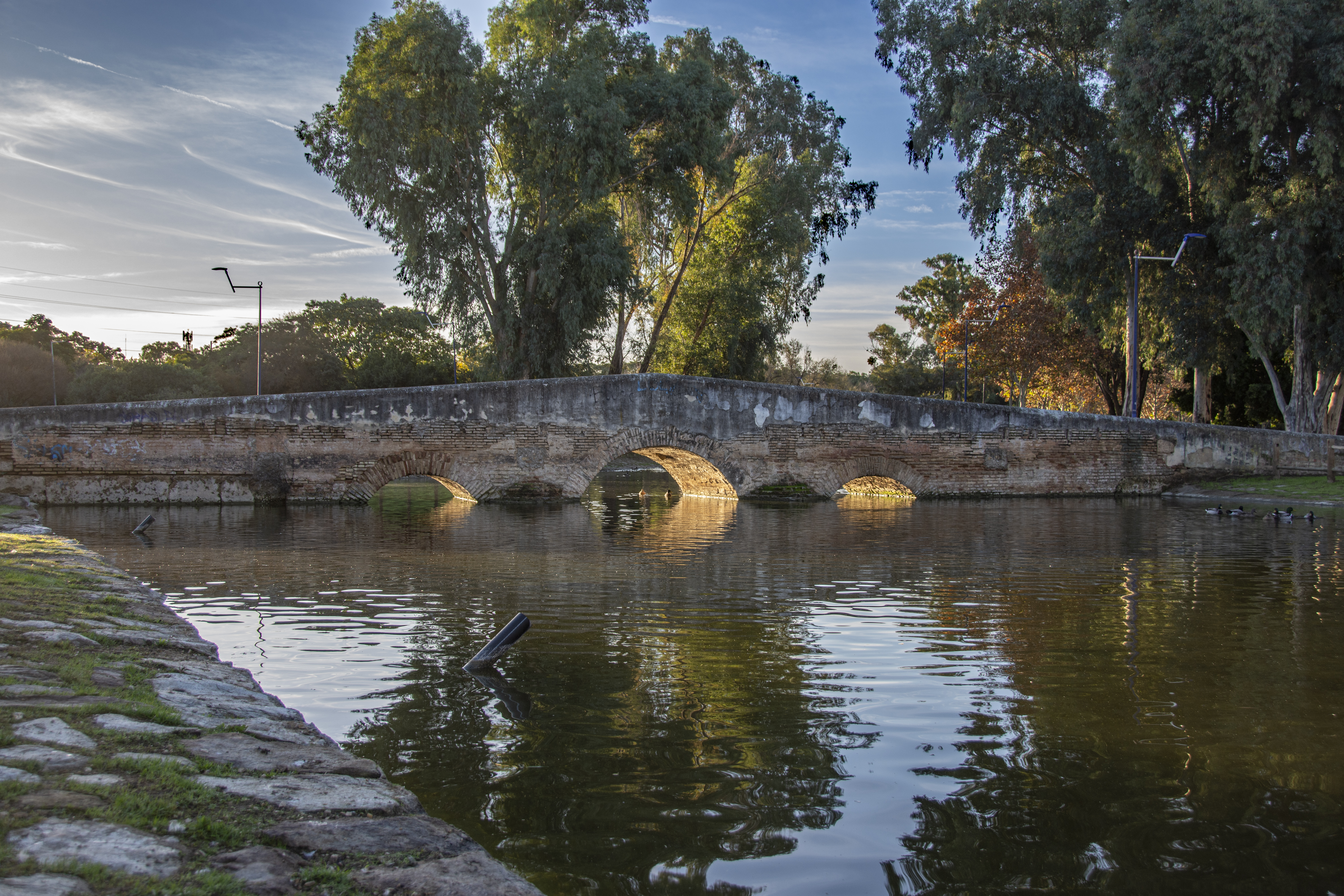
Puente sobre el recuperado cauce del antiguo arroyo Tagarete

La zona permaneció con un carácter eminentemente agrario hasta los años 60 del siglo pasado. En 1962, figuraba calificada por el plan general de ordenación urbana como zona verde, aunque en la práctica era utilizada como escombrera, después de que el arroyo Miraflores (también denominado Tagarete a su entrada en Sevilla) que circulaba por la zona fuera desviado y su cauce desecado.
La creación del parque tiene su precedente en 1983, con el nacimiento del  "Comité Pro Parque Educativo Miraflores" fundado por los vecinos de los barrios colindantes que reivindicaba una zona verde en la zona. El PGOU de 1987 ya lo reconoce como parques suburbanos.
El área (Miraflores norte) por encima de la Ronda Urbana Norte se incorporó definitivamente al parque en 2008 mediante la construcción de una pasarela de 110 metros de ancho y 40 metros de largo que la conecta con el área sur, de modo que la Ronda quedó por debajo a modo de falso túnel.
En 1996 se realizó la excavación para recuperar el trazado del Tagarete en el parque y del puente que cruzaba el camino Miraflores.
El parque engloba en su interior los yacimientos de el Cortijo de Miraflores y la Huerta de la Albarrana, que suponen un compendio de la historia agrícola de la ciudad que constituyen un reflejo de los usos del espacio periurbano y que fueron catalogados como Bien de Interés Cultural por la Junta de Andalucía en 1988.